# Левие (кантон)
Левие (фр. Levie) — упразднённый кантон во Франции, находился в регионе Корсика, департамент Южная Корсика. Входил в состав округа Сартен.
Код INSEE кантона — 2A22. Всего в кантон Левие входило 4 коммуны, из них главной коммуной являлся Левие. В 2015 году 2 коммуны перешли в кантон Бавелла и 2 коммуны в Гран-Сюд.

## Коммуны кантона
| Коммуна               | Население, чел. (2007) | Почтовый индекс | Код INSEE |
| --------------------- | ---------------------- | --------------- | --------- |
| Дзондза               | 2 179                  | 20124           | 2A362     |
| Карбини               | 102                    | 20170           | 2A061     |
| Левие                 | 750                    | 20170           | 2A142     |
| Сан-Гавино-ди-Карбини | 991                    | 20170           | 2A300     |

## Население
Население кантона на 2008 год составляло 4107 человек.
| 1962  | 1968  | 1975  | 1982  | 1990  | 1999  | 2006 | 2007  | 2008  |
| ----- | ----- | ----- | ----- | ----- | ----- | ---- | ----- | ----- |
| 1 946 | 2 286 | 2 520 | 2 761 | 3 014 | 3 336 | —    | 4 022 | 4 107 |